# Odd Man In
Albums de Jerry Lee Lewis
Boogie Woogie Country Man
(1975) Country Class
(1976)
Odd Man In est un album de Jerry Lee Lewis, enregistré sous le label Mercury Records et sorti en 1975.

## Liste des chansons
1. Don't Boogie Woogie (When You Say Your Prayers Tonight) (Laying Martine, Jr.)
2. Shake, Rattle and Roll (C. Calhoun)
3. You Ought to See My Mind (Carl Knight)
4. I Don't Want to Be Lonely Tonight (Baker Knight)
5. That Kind of Fool (Mack Vickery)
6. Goodnight Irene (Lead Belly/Alan A. Lomax)
7. A Damn Good Country Song (Donnie Fritts)
8. Jerry's Place (Ray Griff)
9. When I Take My Vacation to Heaven (Buffum/Winsett)
10. Crawdad Song (Traditionnel)
11. Your Cheatin' Heart (Hank Williams)

## Source de la traduction
- (en) Cet article est partiellement ou en totalité issu de l’article de Wikipédia en anglais intitulé « Odd Man In » (voir la liste des auteurs).